# Bantamvikt i grekisk-romersk stil i brottning vid olympiska sommarspelen 1976
Herrarnas brottningsturnering i grekisk-romersk stil i viktklassen bantamvikt vid olympiska sommarspelen 1976 avgjordes i Maurice Richard Arena i Montréal. 

## Medaljörer
| Klass      | Guld                    | Silver                   | Brons                           |
| Bantamvikt | Pertti Ukkola · Finland | Ivan Frgić · Jugoslavien | Farhat Mustafin · Sovjetunionen |

## Resultat
Legend
- TF — Vinst genom fall
- IN — Vinst genom att motståndaren skadas
- DQ — Vinst genom passivitet
- D1 — Vinst genom passivitet, vinnaren är också passiv
- D2 — Båda brottarna förlorade på grund av passivitet
- FF — Vinst genom förverkande
- DNA — Anlände inte
- TPP — Totala straffpoäng
- MPP — Matchstraffpoäng

Straff
- 0 — Vinst genom fall, teknisk överlägsenhet, passivitet, skada och förverkande
- 0.5 — Vinst på poäng, 8-11 poängs skillnad
- 1 — Vinst på poäng, 1-7 poängs skillnad
- 2 — Vinst på passivitet, vinnaren är också passiv
- 3 — Förlust på poäng, 1-7 poängs skillnad
- 3.5 — Förlust på poäng, 8-11 poängs skillnad
- 4 — Förlust genom fall, teknisk överlägsenhet, passivitet, skada och förverkande

### Elimineringsrunda

#### Omgång 1
| TPP | MPP |                            | Poäng     |                         | MPP | TPP |
| --- | --- | -------------------------- | --------- | ----------------------- | --- | --- |
| 4   | 4   | Luís Grilo (POR)           | DQ / 8:00 | Ali Lachkar (MAR)       | 0   | 0   |
| 4   | 4   | Nyamyn Jargalsaikhan (MGL) | DQ / 5:51 | Krasimir Stefanov (BUL) | 0   | 0   |
| 4   | 4   | Joseph Sade (USA)          | TF / 0:58 | Josef Krysta (TCH)      | 0   | 0   |
| 1   | 1   | Yoshima Suga (JPN)         | 6 - 5     | An Han-Young (KOR)      | 3   | 3   |
| 4   | 4   | Józef Lipień (POL)         | DQ / 8:00 | Mihai Boţilă (ROU)      | 0   | 0   |
| 0   | 0   | Pertti Ukkola (FIN)        | DQ / 5:31 | Hans-Jürgen Veil (FRG)  | 4   | 4   |
| 1   | 1   | Farhat Mustafin (URS)      | 9 - 2     | József Doncsecz (HUN)   | 3   | 3   |
| 3   | 3   | Per Lindholm (SWE)         | 1 - 8     | Ivan Frgić (YUG)        | 1   | 1   |
| 0   |     | Douglas Yeats (CAN)        |           | Bye                     |     |     |

#### Omgång 2
| TPP | MPP |                            | Poäng     |                       | MPP | TPP |
| --- | --- | -------------------------- | --------- | --------------------- | --- | --- |
| 4   | 4   | Douglas Yeats (CAN)        | TF / 4:05 | Luís Grilo (POR)      | 0   | 4   |
| 7.5 | 3.5 | Nyamyn Jargalsaikhan (MGL) | 11 - 22   | Joseph Sade (USA)     | 0.5 | 4.5 |
| 3   | 3   | Krasimir Stefanov (BUL)    | 9 - 16    | Josef Krysta (TCH)    | 1   | 1   |
| 4   | 3   | Yoshima Suga (JPN)         | 12 - 16   | Józef Lipień (POL)    | 1   | 5   |
| 6.5 | 3.5 | An Han-Young (KOR)         | 0 - 8     | Mihai Boţilă (ROU)    | 0.5 | 0.5 |
| 1   | 1   | Pertti Ukkola (FIN)        | 6 - 5     | Farhat Mustafin (URS) | 3   | 4   |
| 7   | 3   | Hans-Jürgen Veil (FRG)     | 7 - 7     | Per Lindholm (SWE)    | 1   | 4   |
| 4   | 1   | József Doncsecz (HUN)      | 5 - 2     | Ivan Frgić (YUG)      | 3   | 4   |
| 0   |     | Ali Lachkar (MAR)          |           | DNA                   |     |     |

#### Omgång 3
| TPP | MPP |                       | Poäng     |                         | MPP | TPP |
| --- | --- | --------------------- | --------- | ----------------------- | --- | --- |
| 8   | 4   | Douglas Yeats (CAN)   | TF / 5:14 | Krasimir Stefanov (BUL) | 0   | 3   |
| 8   | 4   | Luís Grilo (POR)      | 1 - 30    | Joseph Sade (USA)       | 0   | 4.5 |
| 4   | 3   | Josef Krysta (TCH)    | 6 - 9     | Yoshima Suga (JPN)      | 1   | 5   |
| 6   | 1   | Józef Lipień (POL)    | 9 - 4     | Pertti Ukkola (FIN)     | 3   | 4   |
| 4   | 3.5 | Mihai Boţilă (ROU)    | 6 - 14    | Farhat Mustafin (URS)   | 0.5 | 4.5 |
| 4   | 0   | József Doncsecz (HUN) | DQ / 8:23 | Per Lindholm (SWE)      | 4   | 8   |
| 4   |     | Ivan Frgić (YUG)      |           | Bye                     |     |     |

#### Omgång 4
| TPP | MPP |                     | Poäng     |                         | MPP | TPP |
| --- | --- | ------------------- | --------- | ----------------------- | --- | --- |
| 5   | 1   | Ivan Frgić (YUG)    | 7 - 3     | Krasimir Stefanov (BUL) | 3   | 6   |
| 8.5 | 4   | Joseph Sade (USA)   | TF / 2:12 | Yoshima Suga (JPN)      | 0   | 5   |
| 8   | 4   | Josef Krysta (TCH)  | 0 - 12    | Mihai Boţilă (ROU)      | 0   | 4   |
| 10  | 4   | Józef Lipień (POL)  | 4 - 29    | Farhat Mustafin (URS)   | 0   | 4.5 |
| 4.5 | 0.5 | Pertti Ukkola (FIN) | 14 - 3    | József Doncsecz (HUN)   | 3.5 | 7.5 |

#### Omgång 5
| TPP | MPP |                       | Poäng     |                     | MPP | TPP |
| --- | --- | --------------------- | --------- | ------------------- | --- | --- |
| 6   | 1   | Ivan Frgić (YUG)      | 9 - 4     | Yoshima Suga (JPN)  | 3   | 8   |
| 8   | 4   | Mihai Boţilă (ROU)    | DQ / 5:19 | Pertti Ukkola (FIN) | 0   | 4.5 |
| 4.5 |     | Farhat Mustafin (URS) |           | Bye                 |     |     |

#### Sista omgångarna
| TPP | MPP |                       | Poäng     |                       | MPP | TPP |
| --- | --- | --------------------- | --------- | --------------------- | --- | --- |
|     | 1   | Pertti Ukkola (FIN)   | 6 - 5     | Farhat Mustafin (URS) | 3   |     |
| 7   | 4   | Farhat Mustafin (URS) | DQ / 6:03 | Ivan Frgić (YUG)      | 0   |     |
| 3   | 3   | Ivan Frgić (YUG)      | 4 - 5     | Pertti Ukkola (FIN)   | 1   | 2   |